# Alex (Fußballspieler, 1976)
Alex (* 20. April 1976) ist ein ehemaliger brasilianischer Fußballspieler.

## Karriere
Alex spielte in seiner brasilianischen Heimat für den Campinas FC. 1999 unterschrieb er einen Vertrag beim japanischen Zweitligisten Ōita Trinita. Für Ōita bestritt er 11 Zweitligaspiele und schoss dabei zwei Tore. 1999 wurde er mit dem Verein Tabellendritter der J2 League. Den direkten Aufstieg in die oberste Spielklasse verpasst Ōita um einen Punkt, hinter FC Tokyo.